# Hommelvik Station
Hommelvik Station (Hommelvik stasjon) er en jernbanestation på Nordlandsbanen, der ligger ved byområdet Hommelvik i Malvik kommune i Norge. Stationen består af nogle få spor, to perroner og en tidligere stationsbygning, der ligesom det tidligere pakhus er opført i rødmalet træ.
Stationen var oprindeligt en del af Meråkerbanen og åbnede sammen med denne 17. oktober 1881. I 1894 skiftede stationen navn til Hommelviken, men det blev ændret tilbage til Hommelvik igen 15. januar 1910. Stationen blev fjernstyret 11. januar 1976 og gjort ubemandet i 1994/1995. 6. januar 2008 overgik strækningen mellem Trondheim og Hell, hvor stationen ligger, formelt fra Meråkerbanen til Nordlandsbanen.
Den første stationsbygning, der var i schweizerstil, blev opført i 1882 efter tegninger af Peter Andreas Blix. Den blev revet ned i 1958 og erstattet af en ny. Den huser nu en frisørsalon. Pakhuset fra 1881 blev omdannet til Café Rampa i 1995. Ii begyndelsen af 2000'erne blev der indspillet en tv-programserie med Viggo Valle her. Hommelvik har desuden haft sidespor til lokale virksomheder, blandt andet til Trønderverftet og Djupvasskaia. Nogle af sporene findes stadig men bruges ikke længere. Stationen har også haft en lille remise og drejeskive, men de er for længst væk.
19. november 1940 fandt den såkaldte Hommelvik-ulykken sted ved Nygården nord for Hommelvik. Et lokaltog fra Kopperå, der bestod af en motorvogn med bivogn, skulle krydse et lokaltog til Stjørdal, der bestod af et damplokomotiv og ti vogne. Krydsningen skulle foregå i Hommelvik, men Stjørdalstoget forlod stationen for tidligt, og de to tog kolliderede på fri bane. 22 personer blev dræbt og 45 kvæstet.